# Lambert II van Spoleto
Lambert van Spoleto (c. 880 – 15 oktober 898) was Westers keizer en koning van Italië.
Hij werd in 891 door zijn vader Guido van Spoleto als medebestuurder van diens rijk erkend, en regeerde vervolgens alleen van 894 tot 898. Met Berengarius en Arnulf, welke beiden hem de troon betwistten, was hij aanhoudend in oorlog. Hij verloor het leven tijdens een jachtpartij; vermoedelijk werd hij vermoord.
Lamberts plaats in de geschiedenis wordt vooral bepaald door de Kadaversynode. Hij liet het lijk opgraven van Paus Formosus, een tegenstrever van zijn vader, waarna Paus Stephanus VII de overleden paus liet berechten en op formaliteiten veroordelen.

## Referentie
- art. Lambertus, in S. de Bruin, Historisch en Geographisch Woordenboek, II, Leiden, 1869, p. 333.

vet = keizer · cursief = tegenkoning · 1 = medekoning (in een deelrijk) · 2 = afkomstig uit een andere dynastie